# أليخاندرو أوسوريو (دراج)
أليخاندرو أوسوريو (بالإسبانية: Alejandro Osorio)‏ هو دراج كولومبي، ولد في 28 مايو 1998 في El Carmen de Viboral ‏ في كولومبيا.

## وصلات خارجية
- اليخاندرو أوسوريو على موقع الاتحاد الدولي للدراجات (الإنجليزية)
- اليخاندرو أوسوريو على موقع أرشيف الدراجات (الإنجليزية)
- اليخاندرو أوسوريو على موقع إحصائيات الدراجات الإحترافية (الإنجليزية)
- اليخاندرو أوسوريو على موقع نسبة الدراجات (الإنجليزية)